# Groviera
Il groviera o la gruviera (in francese gruyère, in tedesco Greyerzer) è un formaggio svizzero, che deve il suo nome al distretto della Gruyère in cui viene prodotto, nel Canton Friburgo.

## Definizione
Fuori dal paese elvetico, per molto tempo il termine gruyère non indicava solamente il celebre formaggio, bensì un tipo di formaggio francese. Oggi si parla di formaggi della famiglia del groviera al quale sono apparentati il comté, il beaufort e lo jura.
Beneficia del DOP/DOC svizzero (marchio d'origine equivalente dell'italiano Denominazione di origine protetta) dal 26 luglio 2001. La zona di produzione si estende ai cantoni di Friburgo, Vaud, Neuchâtel, Giura, ai distretti di Courtelary, Neuveville e Moutier, fino ai comuni di Ferenbalm, Guggisberg, Mühleberg, Münchenwiler, Schwarzenburg e Rüschegg nel canton Berna.
Nel febbraio 2013, è stata riconosciuta l'IGP anche al groviera francese, che si differenzia da quello elvetico per il suo maggior spessore, per forme più grandi e l'occhiatura.

## Storia
La prima menzione del termine gruière risale al 1072, quando a Gruyères si iniziarono a produrre le prime forme di questo formaggio, ma dopo l'antichità esso non designa più solo la città svizzera, ma anche il formaggio tipico che vi si produce. Durante il XVIII secolo, alcuni friburghesi si stabilirono nel canton Vaud e nelle regioni francesi della Franca Contea, nel dipartimento del Giura e in Savoia, portando con sé le loro conoscenze tecniche.
Nel 1762 l'Académie française aggiunge il termine Gruyère nel suo dizionario specificando che si tratta di un formaggio originario del distretto della Gruyère.

## Descrizione

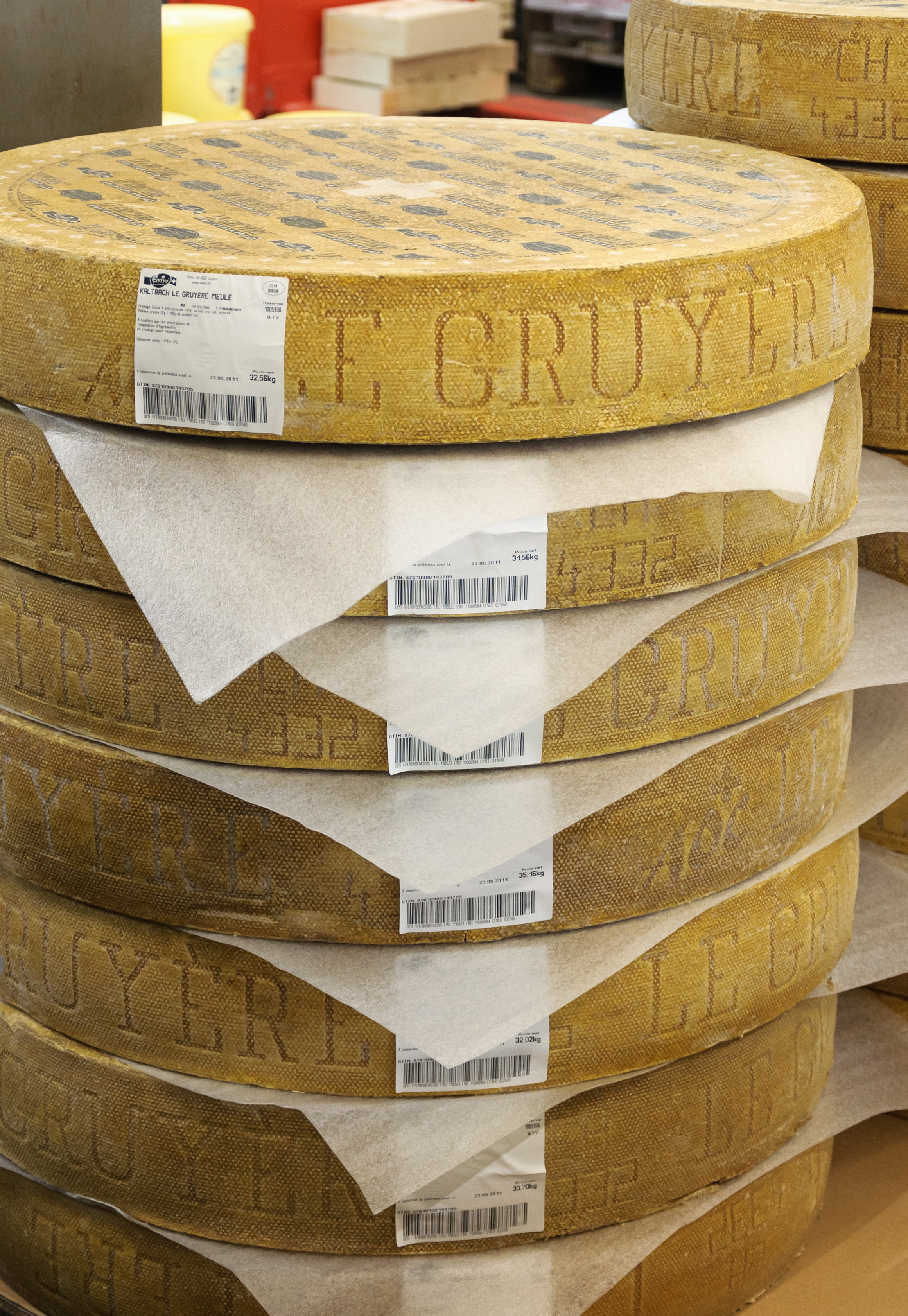
Forme di groviera in un mercato all'ingrosso

È un formaggio di vacca intero, a pasta pressata cotta, prodotto con latte crudo (solo la pasta, la cagliata, viene in seguito cotta). La forma è tondeggiante e presenta una crosta granulosa, uniformemente brunastra e sana. La forma deve essere normale e ben proporzionata, con una superficie leggermente convessa. Le dimensioni di ogni prodotto sono ben definite per potersi fregiare della denominazione AOC: altezza da 9,5 fino a 12 cm, diametro da 55 fino a 65 cm e peso da 25 fino a 40 kg.
Ci vogliono circa 400 L di latte per avere una forma di 35 kg. Il formaggio è stagionato per un periodo da 5 a 12 mesi. In seguito alla stagionatura le forme vengono poste in acqua salata e spazzolate. Come già detto non è caratterizzato da alcuna occhiatura (presenza di buchi), contrariamente a quanto si crede.

## Nella fonduta
In Svizzera, viene usato per la preparazione di alcuni tipi di fonduta:
- fondue suisse (fonduta svizzera) o fondue moitié-moitié (fonduta mezzo e mezzo): con vacherin fribourgeois;
- fondue vaudoise (fonduta valdese);
- fondue de Suisse centrale (fonduta della Svizzera centrale): con emmentaler e sbrinz;
- fondue neuchâteloise (fonduta di Neuchâtel): con emmentaler;
- fondue épicée (fonduta speziata): peperoni e peperoncino;
- fondue aux champignons (fonduta ai funghi): con vacherin fribourgeois e funghi;
- fondue à la tomate (fonduta al pomodoro): con emmentaler e pomodoro.

### Annotazioni
1. ↑  In Italia è comune, ma improprio, usare groviera[7] o gruviera[8] per indicare il formaggio emmental o, comunque, un formaggio con occhiatura (presenza di buchi)[9].

### Fonti
1. ↑   Groviera, in Treccani.it – Vocabolario Treccani on line, Roma, Istituto dell'Enciclopedia Italiana. URL consultato il 7 maggio 2024.
2. 1 2   Gruviera o groviera, in Sapere.it, De Agostini. URL consultato il 7 maggio 2024.
3. ↑   Groviera, su Corriere della Sera - Dizionario di Italiano - il Sabatini Coletti, RCS MediaGroup. URL consultato il 7 maggio 2024.
4. ↑   Groviera, su la Repubblica - Dizionario di Italiano, GEDI Gruppo Editoriale. URL consultato il 7 maggio 2024.
5. ↑   Fausto Raso, La gruviera, su Dizionario Italiano, Olivetti Media Communication, 3 marzo 2010. URL consultato il 7 maggio 2024.
6. ↑   I Gruyères o groviera, su cibo360, Wellness Gourmet. URL consultato il 24 settembre 2014.
7. ↑  Marco Guarnaschelli Gotti, 2007, p. 268.
8. ↑  Antonio Piccinardi, 1993, p. 261.
9. ↑  Giorgio Ottogalli, 2001, p. 305.
10. 1 2   Emmanuelle Jary, Il Gruviera DOC, su Michelin Viaggi, Michelin, 26 gennaio 2009. URL consultato il 24 settembre 2014 (archiviato dall'url originale il 19 agosto 2014).
11. ↑  (EN) Regulations. Commission Implementing Regulation (EU) No 110/2013 of 6 February 2013 entering a name in the register of protected designations of origin and protected geographical indications [Gruyère (PGI)] (PDF), in Official Journal of the European Union, 7 febbraio 2013. URL consultato il 7 novembre 2016.
12. ↑  Juliet Harbutt, 2010, p. 240.
13. ↑  Nicola Williams, Damien Simonis e Kerry Walker, 2009, p. 145.